# Polystigma phyllodii
Polystigma phyllodii är en svamp som först beskrevs av Mordecai Cubitt Cooke och George Edward Massee, och fick sitt nu gällande namn av Arx och E. Müller 1954. Arten ingår i släktet Polystigma och familjen Phyllachoraceae. Inga underarter finns listade i Catalogue of Life.